# 药兽
药兽,是中国传说的异兽，能治病,人若有疾,对兽细告病源,此兽即至野外衔一草归。传说炎帝曾养过一只药兽,药兽外形像小狮子,肚子透明发亮,肚里的肠子能看得一清二楚,它不但能吃草,还能食虫,吃下的草和虫一眼能看出有毒没毒。

## 记载
《说郛》卷三一辑《芸窗私志》：“神农时，白民进药兽。人有疾病则拊其兽，授之语，语如白民所传，不知何语。语已，兽辄如野外，衔一草归。捣汁服之即愈。后黄帝命风后纪其何草起何疾，久之如方悉验。古传黄帝尝百草，非也。故虞卿曰：‘黄帝师药兽而知医。’”

## 参看
中国妖怪列表
1. ↑  齐裕焜，陈惠琴. . 辽宁人民出版社. 1993年: 117. ISBN 9787205024116.
2. ↑  中南民族大学. . 中南民族大学出版社. 2006年: 29.
3. ↑  袁珂. . 上海辞书出版社. 1985年: 268. ISBN 9789620700729.